# Río Málaya Bélaya
El río Málaya Bélaya (del ruso: Малая Белая) es un río de Rusia, que discurre por Siberia oriental, en el óblast de Irkutsk y la república de Buriatia. Es un afluente del Bolshaya Bélaya por la orilla derecha, por lo que es un subafluente del río Yeniséi a través del río Angará.

## Geografía
El Málaya Bélaya tiene una longitud de 240 km. Su cuenca tiene una superficie de 5.100 km², su caudal medio alcanza los 70 m³/s al nivel de su punto de confluencia.
El río nace en el seno de los montes Sayanes orientales, en el extremo noroeste de Buriatia. Su curso, muy sinuoso, se desarrolla globalmente desde el sudoeste hacia el nordeste. Desemboca en el río Bolshaya Bélaya por la orilla derecha, uns cincuenta kilómetros antes de la confluencia de este último con el río Angará.
El Málaya Bélaya permanece congelado generalmente desde principios de noviembre o finales de octubre hasta finales de abril o principios de mayo.

## Afluente
- El río Onot (orilla izquierda)

## Hidrometría - Caudal mensual en Tungusy
El caudal del Málaya Bélaya ha sido observado durante 38 años (1953-1990) en Tungusy, localidad situada a 79 km de su desembocadura en el Bolshaya Bélaya.
El caudal interanual medio observado en la estación de Tungusy durante este periodo fue de 61,5 m³/s para una superficie de drenaje de 3.990 km², lo que representa cerca de un 73 % del total de la cuenca hidrográfica del río que cuenta con más o menos 5.100 km². La lámina de agua vertida en esta cuenca alcanza los 485 mm por año, que debe ser considerada como elevada, y corresponde a los valores observados en otros ríos nacidos en los montes Sayanes orientales. 
Río alimentado ante todo por las lluvias de verano, el Málaya Bélaya es un río de régimen pluvial.
Las crecidas se desarrollan en verano, de junio a septiembre, con una cima en julio-agosto, correspondiente al máximo de precipitaciones en la región. En septiembre, el caudal comienza a bajar, y este descenso se acentúa en octubre y noviembre, lo que marca el inicio del periodo de estiaje, que tiene lugar de noviembre a abril, y corresponde a las heladas intensas que se abaten sobre toda Siberia.
El caudal medio mensual observado en marzo (mínimo de estiaje) es de 12.2 m³/s, lo que representa cerca del 9% del caudal medio del mes de julio, máximo del año (144 m³/s), lo que subraya la amplitud bastante moderada de las variaciones estacionales, al menos el contexto siberiano que suele tener diferencias más grandes.
Estas diferencias pueden ser más importantes a lo largo de los años. Así, en los 38 años del estudio, el caudal mensual mínimo ha sido de 8,65 m³/s en marzo de 1969, mientras que el caudal mensual máximo se elevó a 273 m³/s en julio de 1953.
En lo que concierne al periodo libre de hielos, el caudal mensual mínimo observado en el río fue de 54,3 m³/s en septiembre de 1954.
Caudal medio mensual del Málaya Bélaya (en m³/s) medidos en la estación hidrométrica Tungusy
Datos calculados en 38 años